# Korfbal League 2018/19
De Korfbal League is de hoogste competitie in het Nederlandse zaalkorfbal. In de competitie zitten 10 korfbalverenigingen welke allemaal een thuis- en uitwedstrijd spelen tegen elkaar. Aan het einde van de competitie strijden de nummers 1 t/m 4 volgens het play-offsysteem om een plaats in de zaalfinale. Deze finale is dan de wedstrijd om het algemeen korfbalkampioenschap van Nederland. De ploeg die als laatst eindigt in de Cashback World Korfbal League degradeert direct naar de Hoofdklasse, de ploeg die als voorlaatst eindigt speelt een promotie/degradatieduel tegen een ploeg uit de Hoofdklasse.
De Korfbal League seizoen 2018/19 is de 14e editie van de Korfbal League. Dit seizoen is er 1 nieuwkomer, DeetosSnel uit Dordrecht. Deze ploeg heeft al jaren Korfbal League ervaring en komt dus terug op het hoogste niveau.

## Teams
| Club                    | Plaats                 | Coach                           |
| ----------------------- | ---------------------- | ------------------------------- |
| AKC Blauw-Wit           | Amsterdam              | Barry Schep                     |
| DeetosSnel              | Dordrecht              | Gert-Jan Kraaijeveld            |
| DOS'46                  | Nijeveen               | Pascal Zegwaard                 |
| DVO/Accountor           | Bennekom               | Richard van Vloten              |
| Fortuna/Delta Logistiek | Delft                  | Ard Korporaal & Damien Folkerts |
| KCC/SO natural          | Capelle aan den IJssel | Erik Wolsink                    |
| KZ/Thermo4U             | Koog aan de Zaan       | Wim Bakker                      |
| LDODK/Rinsma Modeplein  | Gorredijk              | Henk Jan Mulder                 |
| PKC/SWKGroep            | Papendrecht            | Daniël Hulzebosch               |
| TOP/Solar Compleet      | Sassenheim             | Jan Niebeek                     |

## Transfers in het off-season
| Speler                   | van           | naar                    |
| ------------------------ | ------------- | ----------------------- |
| Frank Mostard            | AKC Blauw-Wit | KV TOP                  |
| Marijn van den Goorbergh | DVO/Accountor | PKC/SWK Groep           |
| Fleur Hoek               | DVO/Accountor | Fortuna/Delta Logistiek |
| Christian Dekkers        | KCC           | AKC Blauw-Wit           |

## Seizoen
In de Korfbal League speelt elk team 18 wedstrijden, waarbij er thuis 9 worden gespeeld en 9 uitwedstrijden worden gespeeld.
De nummers 1, 2, 3 en nummer 4 zullen zich plaatsen voor de play-offs, voor een "best of 3". De winnaars tussen de teams zullen zich plaatsen voor de finale in Ziggo Dome, waar ook de A Junioren Finale wordt gespeeld. Echter degradeert de nummer 10 meteen naar de Hoofdklasse. De nummer 9 zal het opnemen tegen de verliezend finalist van de promotie playoffs.
| pos | club                    | gs | w  | g | v  | pnt | dv  | dt  | dt   |
| --- | ----------------------- | -- | -- | - | -- | --- | --- | --- | ---- |
| 1.  | TOP/Solar Compleet      | 18 | 15 | 1 | 2  | 31  | 488 | 385 | +103 |
| 2.  | PKC/SWKGroep            | 18 | 14 | 2 | 2  | 30  | 547 | 406 | +141 |
| 3.  | LDODK/Rinsma Modeplein  | 18 | 12 | 3 | 3  | 27  | 468 | 433 | +35  |
| 4.  | Fortuna/Delta Logistiek | 18 | 11 | 0 | 7  | 22  | 407 | 388 | +19  |
| 5.  | KZ/Thermo4U             | 18 | 10 | 1 | 7  | 21  | 446 | 420 | +46  |
| 6.  | AKC Blauw-Wit           | 18 | 9  | 0 | 9  | 18  | 409 | 434 | -25  |
| 7.  | DOS'46                  | 18 | 7  | 1 | 10 | 15  | 439 | 445 | -9   |
| 8.  | DVO/Accountor           | 18 | 5  | 0 | 13 | 10  | 450 | 511 | -61  |
| 9.  | KCC/SO natural          | 18 | 2  | 0 | 16 | 4   | 383 | 510 | -127 |
| 10. | DeetosSnel              | 18 | 1  | 0 | 17 | 2   | 390 | 495 | -105 |

## Play-offs & Finale
|  | Play-offs | Play-offs               | Play-offs     | Play-offs | Play-offs     |    |                         | Finale | Finale | Finale | Finale | Finale |
|  |           |                         |               |           |               |    |                         |        |        |        |        |        |
|  | 1         | TOP/Solar Compleet      | 22            | 17        |               |    |                         |        |        |        |        |        |
|  | 4         | Fortuna/Delta Logistiek | 25            | 22        |               |    |                         |        |        |        |        |        |
|  | 4         | Fortuna/Delta Logistiek | 25            | 22        |               | 4  | Fortuna/Delta Logistiek | 21     |        |        |        |        |
|  |           |                         |               |           |               | 4  | Fortuna/Delta Logistiek | 21     |        |        |        |        |
|  |           | 2                       | PKC/SWK Groep | 19        |               |    |                         |        |        |        |        |        |
|  | 2         | 2                       | PKC/SWK Groep | 19        | PKC/SWK Groep | 29 | 25                      |        |        |        |        |        |
|  | 2         |                         |               |           | PKC/SWK Groep | 29 | 25                      |        |        |        |        |        |
|  | 3         | LDODK                   | 21            | 23        |               |    |                         |        |        |        |        |        |

| Korfbal Leaugue Kampioen van Nederland 2019 |
| ------------------------------------------- |
| Fortuna/Delta Logistiek Eerste titel        |

## Promotie
Directe promotie naar de Korfbal League vindt plaats in de play-off serie tussen de kampioen van de Hoofdklasse A en B. Dit is een best-of-3 serie
|  | Hoofdklasse Play-offs | Hoofdklasse Play-offs | Hoofdklasse Play-offs | Hoofdklasse Play-offs | Hoofdklasse Play-offs |    |    | Hoofdklasse Finale | Hoofdklasse Finale | Hoofdklasse Finale | Hoofdklasse Finale | Hoofdklasse Finale |
|  |                       |                       |                       |                       |                       |    |    |                    |                    |                    |                    |                    |
|  | A1                    | Tempo                 | 28                    | 22                    | 23                    |    |    |                    |                    |                    |                    |                    |
|  | B2                    | AW.DTV                | 18                    | 26                    | 12                    |    |    |                    |                    |                    |                    |                    |
|  | B2                    | AW.DTV                | 18                    | 26                    | 12                    |    | A1 | Tempo              | 18                 |                    |                    |                    |
|  |                       |                       |                       |                       |                       |    | A1 | Tempo              | 18                 |                    |                    |                    |
|  |                       | A2                    | Groen Geel            | 23                    |                       |    |    |                    |                    |                    |                    |                    |
|  | B1                    | A2                    | Groen Geel            | 23                    | Wageningen            | 21 | 18 |                    |                    |                    |                    |                    |
|  | B1                    |                       |                       |                       | Wageningen            | 21 | 18 |                    |                    |                    |                    |                    |
|  | A2                    | Groen Geel            | 28                    | 23                    |                       |    |    |                    |                    |                    |                    |                    |

Groen Geel wint de Hoofdklasse Finale en promoveert daardoor direct naar de Korfbal League 2019/20

## Promotie/Degradatie
De nummer 9 van de Korfbal League speelt na de Hoofdklasse Finale een best-of-3 serie play-down tegen de verliezend Hoofdklasse finalist.
| Ontknoping |                |    |    |    |
|            |                |    |    |    |
| KL9        | KCC/SO natural | 24 | 17 | 20 |
| H2         | Tempo          | 19 | 20 | 21 |

Tempo wint de play-down serie en promoveert naar de Korfbal League 2019/20. KCC/SO natural degradeert naar de Hoofdklasse.

## Prijzen
Aan het eind van het seizoen worden de League prijzen uitgedeeld, zie hier het overzicht:
| Award                    | Winnaar                         | Club                    |
| ------------------------ | ------------------------------- | ----------------------- |
| Beste Speler             | Laurens Leeuwenhoek             | PKC/SWK Groep           |
| Beste Speelster          | Fleur Hoek                      | Fortuna/Delta Logistiek |
| Beste coach              | Ard Korporaal & Damien Folkerts | Fortuna/Delta Logistiek |
| ERIMA beste arbitrage    | Rick Voskamp & Alex den Hartog  |                         |
| Beste Speler onder 21    | Joren van Nieuwenhuijzen        | Fortuna/Delta Logistiek |
| Beste Speelster onder 21 | Sanne van der Werff             | PKC/SWK Groep           |
| Doelpunt van het Jaar    | Laurens Leeuwenhoek             | PKC/SWK Groep           |

## Topscoorders
| Categorie              | Winnaar       | Club               | Gescoord aantal goals |
| ---------------------- | ------------- | ------------------ | --------------------- |
| Topscoorder mannelijk  | Jelmer Jonker | DOS'46             | 133                   |
| Topscoorder vrouwelijk | Celeste Split | TOP/Solar Compleet | 95                    |

## Trivia
- Dit is het 3e jaar op rij waarin de koploper uit het reguliere seizoen de finales niet haalt.
- Dit is de 1e keer in 6 jaar waarin TOP/Solar Compleet de finale niet haalt.
- Fortuna is de winnaar van de Korfbal League terwijl het als 4e geplaatst de play-offs in ging. Dit gebeurde slechts 1 keer eerder, met DOS'46 in 2006